# Canción de cuna (película de 1994)
Canción de cuna es una película española, dirigida por José Luis Garci, basada en la obra homónima de María de la O Lejárraga y estrenada el 15 de abril de 1994. Existen cuatro versiones cinematográficas previas: Canción de cuna (desambiguación).

## Argumento
Una niña recién nacida, a quien pondrán de nombre Teresa (Maribel Verdú) aparece abandonada en la puerta de un convento en la España de finales del siglo XIX. Las monjas dominicas que allí habitan, encabezadas por la madre Teresa (Fiorella Faltoyano) con el apoyo del resto de sus compañeras sor Marcela (Amparo Larrañaga), la madre Vicaria (María Massip), la maestra de novicias (Virginia Mataix), la madre Juana de la Cruz (Diana Peñalver) y la madre Tornera (María Luisa Ponte) toman la decisión de asumir su educación tras convencer  a don José (Alfredo Landa), el médico del pueblo, de que la adopte legalmente. La niña crece entre los muros del convento y ya adulta, conoce al joven Pablo (Carmelo Gómez), del que se enamora y con el que termina contrayendo matrimonio y estableciendo una nueva vida en América.

## Reconocimientos
IX edición de los Premios Goya
| Categoría                     | Persona                            | Resultado  |
| ----------------------------- | ---------------------------------- | ---------- |
| Mejor película                | Mejor película                     | Candidata  |
| Mejor director                | José Luis Garci                    | Candidato  |
| Mejor actor protagonista      | Alfredo Landa                      | Candidato  |
| Mejor actriz de reparto       | María Luisa Ponte                  | Ganadora   |
| Mejor guion original          | José Luis Garci Horacio Valcárcel  | Candidatos |
| Mejor música                  | Manuel Balboa                      | Candidato  |
| Mejor fotografía              | Manuel Rojas                       | Ganador    |
| Mejor montaje                 | Miguel González-Sinde              | Candidato  |
| Mejor dirección artística     | Gil Parrondo                       | Ganador    |
| Mejor diseño de vestuario     | Yvonne Blake                       | Ganadora   |
| Mejor maquillaje y peluquería | Paquita Núñez José Antonio Sánchez | Ganadores  |

Medallas del Círculo de Escritores Cinematográficos de 1994
| Categoría      | Persona               | Resultado |
| -------------- | --------------------- | --------- |
| Mejor película | Mejor película        | Ganadora  |
| Mejor director | José Luis Garci       | Ganador   |
| Mejor actor    | Alfredo Landa         | Ganador   |
| Mejor actriz   | Fiorella Faltoyano    | Ganadora  |
| Mejor montaje  | Miguel González-Sinde | Ganador   |

Premios Fotogramas de Plata
| Categoría           | Persona       | Resultado |
| ------------------- | ------------- | --------- |
| Mejor actor de cine | Carmelo Gómez | Ganador   |

Festival Internacional de Cine de Montreal
| Categoría                       | Persona                         | Resultado |
| ------------------------------- | ------------------------------- | --------- |
| Gran Premio Especial del Jurado | Gran Premio Especial del Jurado | Ganadora  |
| Mejor director                  | José Luis Garci                 | Ganador   |

Festival de Cine de Sundance
| Película        | Resultado |
| --------------- | --------- |
| Canción de cuna | Incluida  |

## Reparto
| Elenco             | Personaje              |
| ------------------ | ---------------------- |
| Fiorella Faltoyano | Madre Teresa           |
| Carmelo Gómez      | Pablo                  |
| Alfredo Landa      | Don José               |
| Amparo Larrañaga   | Sor Marcela            |
| Diana Peñalver     | Madre Juana de la Cruz |
| María Luisa Ponte  | Madre Tornera          |
| Maribel Verdú      | Teresa                 |
| María Massip       | Madre Vicaria          |
| Virginia Mataix    | Maestra de Novicias    |
| Dolores Aguado     |                        |
| Sonia Balsa        |                        |
| Carmen Jiménez     |                        |
| Olvido Lorente     |                        |
| Esperanza Morais   |                        |
| Beatriz Sartori    |                        |
| Rebeca Tébar       |                        |